# Allgemeinbildung
Allgemeinbildung ist ein unscharfer und uneinheitlich definierter Begriff, mit dem die entscheidenden Kenntnisse und Befähigungen bezeichnet werden, die notwendig sind, um aktiv und kritisch an der Gestaltung möglichst aller Bereiche der modernen Gesellschaft teilnehmen zu können. Sie bildet die Grundlage für die Bildung eines jeden Menschen, die im Kern als Maß der Übereinstimmung des persönlichen Weltbildes mit der Wirklichkeit verstanden werden kann.
Allgemeinbildung setzt Allgemeinwissen voraus. Während die beiden Bezeichnungen umgangssprachlich oft gleichgesetzt werden, handelt es sich tatsächlich um zwei unterschiedliche Begriffe. Auch Allgemeinwissen ist begrifflich unscharf und nicht einheitlich definiert.
Allgemeinwissen meint jenes Wissen, das sich ein Mensch mit durchschnittlichen Bildungsmöglichkeiten in der Bevölkerung aneignen kann. Es umfasst sowohl Kenntnisse, die durch Erziehung und Bildung lehrend vermittelt werden, als auch solche, die unwillkürlich gelernt werden, wie etwa im Umgang mit den Massenmedien. In der öffentlichen Kommunikation setzen Autoren, Journalisten, Politiker, Blogger usw. zumeist voraus, dass dieses Allgemeinwissen bei den Adressaten vorhanden ist.
Die Gleichsetzung von Allgemeinbildung und Allgemeinwissen unterschlägt jedoch die Befähigungen des Verstandes, die erforderlich sind, um die Wissensinhalte zueinander in Beziehung zu setzen. Erst damit wird es möglich, Inhalte abrufbaren Wissens in Zusammenhängen zu verstehen. Unverstandenes lexikalisches Stichwortwissen wird in der Fachwelt eher als „Halbbildung“ aufgefasst.
Aus der Perspektive der Psychologie stellt Allgemeinwissen einen Umfang an im Langzeitgedächtnis gespeicherten Kenntnissen über alltägliche Fakten dar. Der Aufbau dieses Allgemeinwissens ist mit der Intelligenz verbunden; es wird von einigen Psychologen als eigenständiger Bestandteil der intellektuellen Ausstattung eines Menschen angesehen.

## Zum Begriff
Hinter dem Begriff der Bildung steht die Idee, dass der Mensch durch seine Vernunft und Freiheit im Gegensatz zu bloßen Dingen Sinnträger und somit Selbstzweck ist. Daher kann und darf er nie nur Mittel für anderes sein (Immanuel Kant). Schiller  führt diesen Gedanken weiter (in der Ankündigung der Horen 1794), insofern in der Zeit politischer Bedrängnis „ein allgemeines und höheres Interesse an dem, was rein menschlich und über allen Einfluss der Zeiten erhaben ist“, vonnöten sei, um so „zu dem Ideal veredelter Menschheit“ beizutragen.
Allgemeinbildung bedeutete daher im ursprünglichen Sinn der Aufklärungsepoche die Vorstellung und Realisierung des den Menschen Gemeinsamen, gemeinsam Möglichen in Ethik und Ästhetik und galt als Teil der Charakter-, Persönlichkeitsbildung im umfassenden Sinn.
Heute wird dieser Begriff jedoch häufig als Synonym für den Bildungskanon gebraucht. Wolfgang Klafki hat diese Entwicklung vom umfassenden Bildungsverständnis zum „Bildungskanon“ als Verfall der ursprünglichen humanistischen Bildungsidee interpretiert.
Im Gegensatz zum humanistischen Bildungsbegriff bezeichnet „Allgemeinwissen“ – das vor allem in der Umgangssprache synonym verstanden wird – einen Grundbestand von Wissen, das oft der bloßen Information gleichgesetzt wird, den sich jeder Mensch aneignen sollte: „Das, was man von der Welt wissen sollte.“ Das umfasst, wie es dem modernen Verständnis von Wissen entspricht, erwerb- und abfragbares Wissen, das im Gegensatz zum humanistischen Bildungsverständnis nicht persönlichkeitsrelevant sein muss.
Ein ähnlicher Gegensatz zeigt sich auch im Begriffspaar Ausbildung (beruflich verwertbares Spezial-Wissen und Fähigkeiten) und Bildung (Allgemeinbildung).
Der Begriff der Allgemeinbildung beziehungsweise des Allgemeinwissens stammt aus einer Zeit, in der den Menschen bewusst wurde, dass das gesamte Menschheitswissen nicht in einigen wenigen Büchern zusammengefasst werden konnte. Dazu kam die Einsicht, dass die Wissensquantität relativ unabhängig ist von der Qualität: Es gibt eine Unmenge für den Einzelmenschen sinnlosen und wertlosen Wissens (Spezialkenntnisse), aber nur einen begrenzten Grundbestand an Erfahrungen, Einsichten, Werthaltungen, die für die Persönlichkeitsbildung wichtig sind und erst den sinnvollen Umgang mit Spezialwissen ermöglichen.
Von hier aus ist auch eine plausible Neudefinition von Allgemeinbildung möglich: Allgemeinbildung ist das, was man braucht, um sich als Mensch zu entwickeln und um Spezialkenntnisse sinnvoll zu erwerben und einzusetzen. Allgemeinbildung ist also Rahmen und Fundament des Spezialwissens. Allgemeinwissen kann im Gegensatz dazu als das Wissen definiert werden, das jeder Mensch braucht, um sich in der Welt zu orientieren. Beide Bereiche überschneiden sich, können aber auch scharf gegeneinander abgegrenzt sein: so gibt es Orientierungswissen (z. B. Verkehrsregeln), das keinen Bildungswert hat, andererseits Bildungswerte (Verantwortungsbewusstsein), die nicht zum durchschnittlichen Orientierungswissen gehören und auch nicht über Wissensprozesse erworben werden können.

## Geschichte

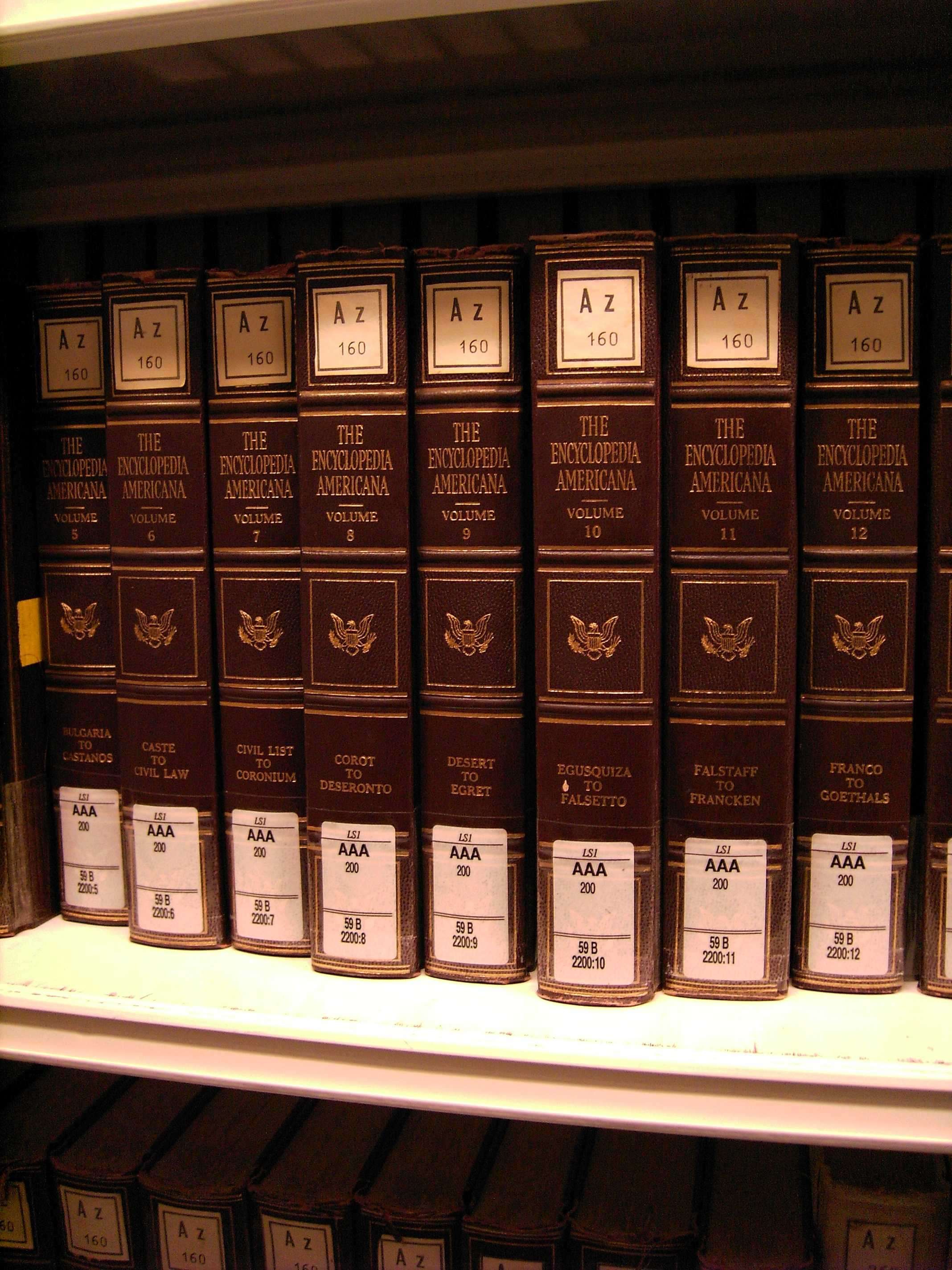
Eine Enzyklopädie ist eine Sammlung von allgemeinem Wissen

Einen ersten Ansatz zu einer umfassenden Allgemeinbildung (im Sinne des Allgemeinwissens) formulierte Johannes Comenius, mit dem Ziel, allen alles zu lehren. Ähnlich versuchten die Enzyklopädisten in der Aufklärung alles Wissen zu sammeln und der Allgemeinheit zur Verfügung zu stellen. Dieser Gedanke war insofern revolutionär, da in der damaligen Zeit Bildung nur bestimmten Bevölkerungsschichten beziehungsweise Ständen (Adel und Klerus) vorbehalten war.
Während die Einführung der Schulpflicht im 17. und 18. Jahrhundert in erster Linie auf die Disziplinierung der Untertanen zielte, versuchten Neuhumanisten wie Wilhelm von Humboldt im 19. Jahrhundert mit ihren Schulreformen die für die Emanzipation im Sinne Kants benötigte Allgemeinbildung breiter Schichten zu ermöglichen – und scheiterten. Aus dieser Zeit stammt auch die Idee Allgemeinbildung mit dem Bildungskanon gleichzusetzen, da besonders die Epigonen Humboldts eine Ausschlussthese erschufen, wonach bestimmte Bildungsgüter unrein seien. Es entwickelte sich ein Bildungsbegriff, welcher den klassischen Inhalten Latein, Griechisch und Deutsch im Vergleich zu Naturwissenschaften und handlungsorientiertem Wissen eine übermäßig hohe Bedeutung zumaß. Das heutige Gymnasium ist, trotz mehrerer Reformen, immer noch an dieser Idee orientiert, was sich etwa darin äußert, dass an Gymnasien weniger direkt berufsrelevantes Wissen vermittelt wird als an berufsbildenden Schultypen.

## Allgemeinbildung als Synonym für Bildungskanon
Was als Allgemeinwissen, als Synonym für den Bildungskanon, definiert wird, hängt stark von Land/Kultur, Zeit, sozialem Umfeld oder individuellem Wissen ab. In unserer Kultur bezieht sich das Allgemeinwissen auf Sprache, Literatur, musische Talente (Musik, Kunst), Sozialkunde, Geographie, Geschichte, Naturwissenschaften (Physik, Chemie, Biologie) und Mathematik. Nach Wolfgang Klafki umfasst die Allgemeinbildung nicht nur Wissen, sondern auch pragmatische Handlungsfähigkeit, ethische Beurteilungsfähigkeit, soziale Handlungsfähigkeit und ästhetische Orientierung.
Mit der Entwicklung der Informationsgesellschaft beziehungsweise der modernen Informationstechnik bekommt Allgemeinbildung einen neuen Stellenwert: Da Informationen zum Beispiel mit dem Internet in großer Menge schnell zur Verfügung stehen, geht es nunmehr darum, Techniken der Recherche zu beherrschen, Informationen bewerten zu können und Zusammenhänge zwischen Informationen herstellen zu können (Medienkompetenz). Dem entspricht in besonderer Weise das von Wolfgang Klafki entwickelte inhaltliche Konzept der epochaltypischen Schlüsselprobleme wie Frieden, Umweltschutz, Demokratisierung/Menschenrechte, Eine Welt, Technikfolgen. Danach geht es bei der Allgemeinbildung darum, die zentralen gegenwärtigen Menschheitsprobleme zu verstehen und kritisch reflektiert zu handeln.
Der Philosoph Theodor W. Adorno (1903–1969) sprach von Allgemeinwissen als „Halbbildung“, die unvermittelt und oberflächlich bleibe. Eine wirkliche Allgemeinbildung müsse dagegen auch die kritische Reflexion der gesellschaftlichen Zustände und der eigenen Lebenswirklichkeit vermitteln und auf Mündigkeit zielen. Dies ist allerdings auch darauf zurückzuführen, dass das Wissen, welches heutzutage existiert, übermäßig angestiegen ist und immer noch ansteigt, so dass Kapazitäten zuallererst für das für den Beruf nötige Wissen „reserviert“ werden müssen.

### Bildungstheorie
- Fritz Helling: Neue Allgemeinbildung. Schule und Nation Verlags-GmbH, Schwelm 1963.
- Manfred Fuhrmann: Der europäische Bildungskanon des bürgerlichen Zeitalters. Insel-Verlag, Frankfurt am Main und Leipzig 1999, ISBN 3-458-16978-4.
- Erich E. Geissler: Allgemeinbildung in einer freien Gesellschaft. Deutscher Pädagogik- und Hochschul-Verlag, Düsseldorf 1977.
- Wolfgang Klafki: Neue Studien zur Bildungstheorie und Didaktik. Beltz, Weinheim 1991, ISBN 3-407-34056-7.
- Martina Schmidhuber (Hrsg.): Formen der Bildung. Einblicke und Perspektiven, mit einem Beitrag von Konrad Paul Liessmann. Lang Wien u. a. 2010, ISBN 978-3-631-59333-2. (Theorie der Unbildung. Die Irrtümer der Wissensgesellschaft)

### Lexikalische Übersichtswerke Allgemeinbildung
- Tatjana Alisch, Angela Sendlinger (Redaktion): Allgemeinbildung – Das ganze Grundwissen von heute in Frage und Antwort. Compact, München 2007, ISBN 978-3-8174-6081-6.
- Eberhard Anger, Klaus Volkert (Redaktionelle Leitung): Das große Buch des Allgemeinwissens – ein unentbehrliches Nachschlagewerk für die ganze Familie. Verlag Das Beste, Stuttgart 1991, ISBN 3-87070-403-9.
- Bertelsmann Lexikon Institut: Das aktuelle Buch der Allgemeinbildung. Wissen Media Verlag, Gütersloh/München 2003, ISBN 3-89996-485-3. (Der Band enthält eine CD-Beilage mit Testfragen.)
- Jonathan Byron: Jonathan Byron’s Bildungsnavigator für unordentliche Leser. Thiele Verlag, München/Wien 2007, ISBN 978-3-85179-002-3.
- Bodo Harenberg (Hrsg.): Harenberg Kursbuch Bildung – Das erste interaktive Lexikon. Harenberg Verlag, Dortmund 2003, ISBN 3-611-01154-1.
- Barbara Holle, Stephanie Köber, Stefanie Thuir (Redaktionelle Ltg.): Allgemeinbildung – Das große Standardwerk mit dem Wissen unserer Zeit. Weltbild, Augsburg 2011, ISBN 978-3-8289-4191-5. (Sonderausgabe mit 5000 Fragen & Antworten)
- Meyers Lexikonredaktion (Hrsg.): Meyers Memo – Das Wissen der Welt nach Sachgebieten. Meyers Lexikonverlag Mannheim/Wien/Zürich 1991, ISBN 3-411-07311-X.
- Matthias Vogt: DuMonts Handbuch Allgemeinbildung. (= Reihe monte). Verlag DuMont-Monte, Köln 2002, ISBN 3-8320-8655-2.
- Detlef Wienecke-Janz (Redaktionelle Ltg.): Der Brockhaus Bildung 21 – Wissen für das 21. Jahrhundert. wissenmedia, Gütersloh 2011, ISBN 978-3-577-09056-8.

### Lexikalische Übersichtswerke Naturwissenschaften
- Ernst Peter Fischer: Die andere Bildung. Was man von den Naturwissenschaften wissen sollte. Ullstein, 2003, ISBN 3-548-36448-9.
- Hans Werner Heymann: Allgemeinbildung und Mathematik. Beltz, Weinheim / Basel 1996, ISBN 3-407-34099-0.
- Michel Serres, Nayla Farouki (Hrsg.): Thesaurus der exakten Wissenschaften. Verlag Zweitausendeins, Frankfurt am Main 2001, ISBN 3-86150-365-4. (Der Band behandelt die Gebiete Astrophysik, Biochemie, Chemie, Genetik, Geowissenschaften, Informatik, Mathematik, Physik)

### Übersichtwerke Geisteswissenschaften
- Dietrich Schwanitz: Bildung. Alles, was man wissen muß. Eichborn, Frankfurt am Main 1999, ISBN 3-8218-0818-7.